# معرض القاهرة الدولي للكتاب
معرض القاهرة الدولي للكتاب، يُعد من أكبر معارض الكتاب في الشرق الأوسط، وفي عام 2006 أُعتبر ثاني أكبر معرض بعد معرض فرانكفورت الدولي للكتاب. يزور المعرض حوالي مليوني شخص سنوياً.

## تاريخ
بدأ في عام 1969، آنذاك كانت القاهرة تحتفل بعيدها األفي،  فقرر وزير الثقافة آنذاك ثروت عكاشة الاحتفال بالعيد ثقافيًا، فعهد إلى الكاتبة والباحثة سهير القلماوي بالإشراف على إقامة أول معرض للكتاب. لهذا احتفلت دورة 2008 بالقلماوي باعتبارها شخصية العام.
استمر المعرض في الانعقاد منذ بدايته ولم يتوقف سوى مرة واحدة كانت أثناء أحداث ثورة يناير عام 2011م حيث ألغي الحدث وقتها.

## تفاصيل المعرض
يقام في إجازة نصف العام الدراسية في نهاية شهر يناير بمركز مصر للمعرض الدولية بالقاهرة الجديدة منذ دورة 2019، وكان يُقام في السابق بأرض المعارض بمدينة نصر. ويُقام في العادة لمدة 12 يوماً ليشارك فيه ناشرون من مختلف الدول العربية والأجنبية، ويقام به أيضا العديد من الندوات الثقافية بالأضافة إلى عروض السينما والمسرح والمعارض التشكيلية والعروض الموسيقية. في الدورة 51 سنة 2020، فاز جناح دار عصير الكتب، بجائزة أفضل جناح في هذه الدورة 

### الدورة 52 لعام 2021
في عام 2021 انطلقت الدورة 52 لمعرض الكتاب في 30 يونيو (حزيران)، بعد تأجيلها عن موعدها الرسمي في يناير (كانون الثاني) بسبب تداعيات جائحة كورونا، وقد حمل شعار "في القراءة حياة"، وكانت اللجنة الثقافية العليا لمعرض القاهرة الدولي للكتاب برئاسة هيثم الحاج علي، رئيس الهيئة المصرية العامة للكتاب، قد اجتمعت لمناقشة الوضع وأعلنت في بيان صحافي عن الخطوط العريضة للمعرض في ظل جائحة كورونا، ومن أهمها العمل على استيعاب الناشرين المتقدمين للاشتراك في المعرض كافة، وتحديد أعداد الزائرين بالتنسيق مع الوزارات والجهات المعنية وفقاً للضوابط التي تضعها إدارة المعرض، إضافة إلى إقامة الفعاليات الثقافية كافة على المنصة الإلكترونية، باستثناء حفل جوائز المعرض والنشاط المهني واجتماعات مديري معارض الكتاب.

### الدورة 53 لعام 2022
وفي العام التالي 2022 عاد المعرض في دورته الـ53 لموعده في نهاية شهر يناير خلال الفترة من 26 يناير الجاري إلى 6 فبراير 2022 بمركز مصر للمعارض والمؤتمرات الدولية، حيث أقيم تحت شعار «هوية مصر.. الثقافة وسؤال المستقبل» وحلت اليونان ضيف شرف المعرض والأديب الراحل يحيى حقي هو شخصية العام، ونظمت جوائزه لتكون في 11 فرعًا منها 9 للكبار «الرواية، القصة القصيرة، شعر الفصحى، شعر العامية، المسرح، النقد الأدبي، الدراسات الإنسانية، الطفل، الكتاب العلمي»، بالإضافة إلى مجالين للشباب تحت 35 سنة، هما الإبداع الأدبي والعلوم الإنسانية.
وقد شهدت اجنحة المعرض إقبالاً مميزاً من الجمهور، فقد زار المعرض ما يزيد عن مليوني زائر، كما حققت مبادرة ثقافتك كتابك نجاحا مميزا، وتصدرت قائمة الأعلى رواجا حيث بلغت مبيعاتها ما يقرب من 143 ألف نسخة، وبعد انقضاء أيام الاحتفالية الثقافة أعلنت قائمة الأعلى مبيعا.. وهي:
مكتبة الإسكندرية
1- الإنتصار – ابن دقماق
2- كيمياء السعادة – أبي حامد الغزالي
3- ضبط النص بين المخطوط والمطبوع – مدحت عيسى
دار  أخبار اليوم
1- سنوات الخماسين – ياسر رزق
2- مجموعة الأعمال الكاملة لـ مصطفي محمود
3- مجموعة تفسير القرآن للشيخ الشعراوي
مؤسسة الأهرام
1- دولة الكويت طبيعتها وتاريخها ومعالمها – أحمد فيظ الله عثمان
2- الوفد الجديد – د. خالد قنديل
3- بصراحة – محمد حسنين هيكل
مؤسسة دار المعارف
1- سلسلة زخائر العرب
2- سلسلة المكتبة الخضراء
3-  سلسلة المغامرون الخمسة
دار تشكيل
1- تطبق الشروط والأحكام لمريم أحمد علي
2- الرجل الذي لم يستطع التوقف لمنال الدغار
3- لم نُخلق لنتألم لحسن المزين.
دار دارك
1-سلسلة ديهوم لأميرة البطل
2-الرمز السابع أحمد بدران
3-هولوكوست لألبرت يعقوب
دار دوِّن
1- عبودية الكراكيب لكارين كينجستون
2- الحب والخوف لعلاء عبد الحميد
3- اقرأ الناس كأنهم كتاب لباتريك كينج
دار الشروق
1- القتل للمبتدئين لأحمد مراد
2- الخروج عن النص.. من جديد لمحمد طه
3- الدحيح- ما وراء الكواليس لطاهر المعتز بالله.
دار العربي
1-جريمة الابن الصالح لجونج يو جونج
2- ذلك المريض لألين دي فيسر
3-  سوفيتستان لإيريكا فاتلاند.
دار العين
1-ما أخفاه الرماد ليحيى صفوت
2- بورسعيد 68 لكمال رحيم
3- همس العقرب لمحمد توفيق.
دار نهضة مصر
1-القطائع لريم بسيونى
2- مرآة السيدة مو لنهى شوقي
3- الثمن لمصطفى حسني.
الكتب خان
1-البحث عن عازار بنزار آغري
2- في أثر عنايات الزيات لإيمان مرسال
3- الرجل النمرة لإيكا كورنيا، ترجمة أحمد شافعي.
دار الكرمة
1-صنايعية مصر.. الكتاب الثاني لعمر طاهر
2- رصاصة في الرأس لإبراهيم عيسى
3- بيع نفس بشرية لمحمد المنسي قنديل.
دار آفاق
1-ديفيد كوبر فيلد لتشارلز ديكنز
2- فيزياء الكم والمعرفة الإنسانية أنيلز بور
3-الأخلاق لأرسطو.
دار ديوان
1-كلبي الهرم.. كلبي الحبيب لأسامة الدناصوري
2- حيطان ورق لإرسان منير
3- قطط الكهوف لمحمود عزت
دار روافد
1-أرض الانعتاق لفردوس عبد الرحمن
2- الاعتقاد المذهبي للبخاري لدكتور محمد يسري أبو هدور
3- فن التفلسف لبرتراند راسل.
الدار المصرية اللبنانية
1-الجمعية السرية للمواطنين لأشرف العشماوي
2-جريمة العقار 47 لنهى داوود
3- كان لنور عبد المجيد.
دار الرسم بالكلمات
1- بيت القبرصي ليوسف عماد
2- سنموت بعد قليل لمحمد حشمت
3- نوح لسلمى سامح شمس الدين.
دار الهالة
1-ورد لهند عبد الله
2- ما رواه زوربا لأحمد مجدي
3- الأجندة لعماد العادلي.

### الدورة 55 لعام 2024
أقيمت الدورة 55 من معرض القاهرة الدولي للكتاب في الفترة من 24 يناير إلى 6 فبراير عام 2024م تحت شعار «نصنع المعرفة.. نصون الكلمة» في مركز مصر للمعارض الدولية بالتجمع الخامس شرق القاهرة، وشارك في هذه الدورة 1200 دار نشر من 70 دولة عربية وأجنبية. موزّعة على خمس قاعات ضخمة، وتشغل مساحة 80 ألف متر، وتحل النرويج شرف على المعرض؛ رافعة شعار "هذا هو الحلم"، تعبيراً عن الرغبة في أن تشهد تلك الدورة من اتفاقات تعزز الجهود في ترجمة الأدب النرويجي "مباشرة" إلى اللغة العربية، والتعرف أكثر على الثقافة العربية. وقد شهد المعرض رقم تاريخي بعدد الزائرين هو الأكبر منذ تأسيسه حيث بلغ 4.7 مليون زائرا وفق ما صرحت به وزارة الثقافة المصرية.

## معرض الصور

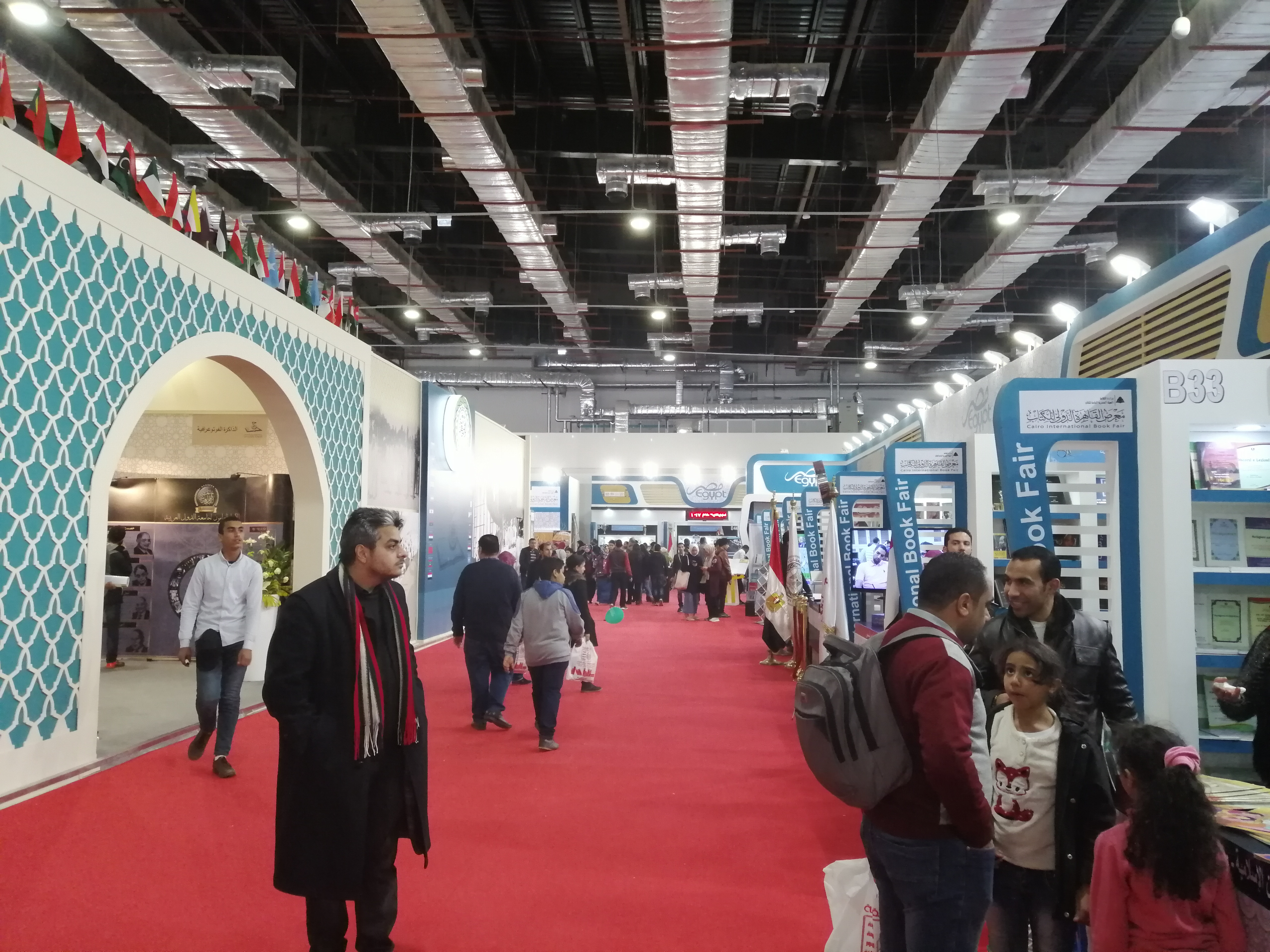
المعرض عام 2019 بمقره الجديد.
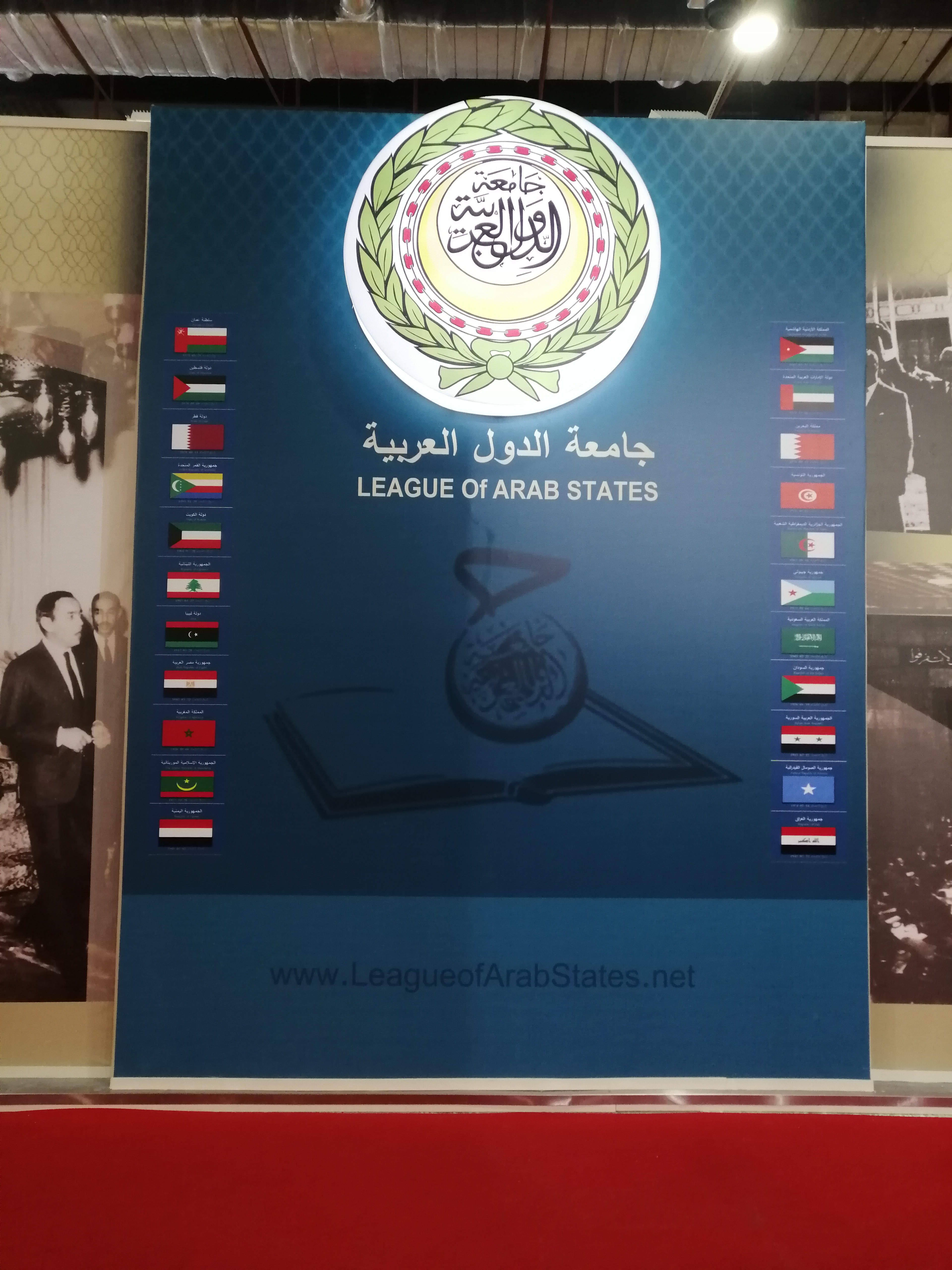
جامعة الدول العربية كانت ضيف الشرف للدورة الخمسين.
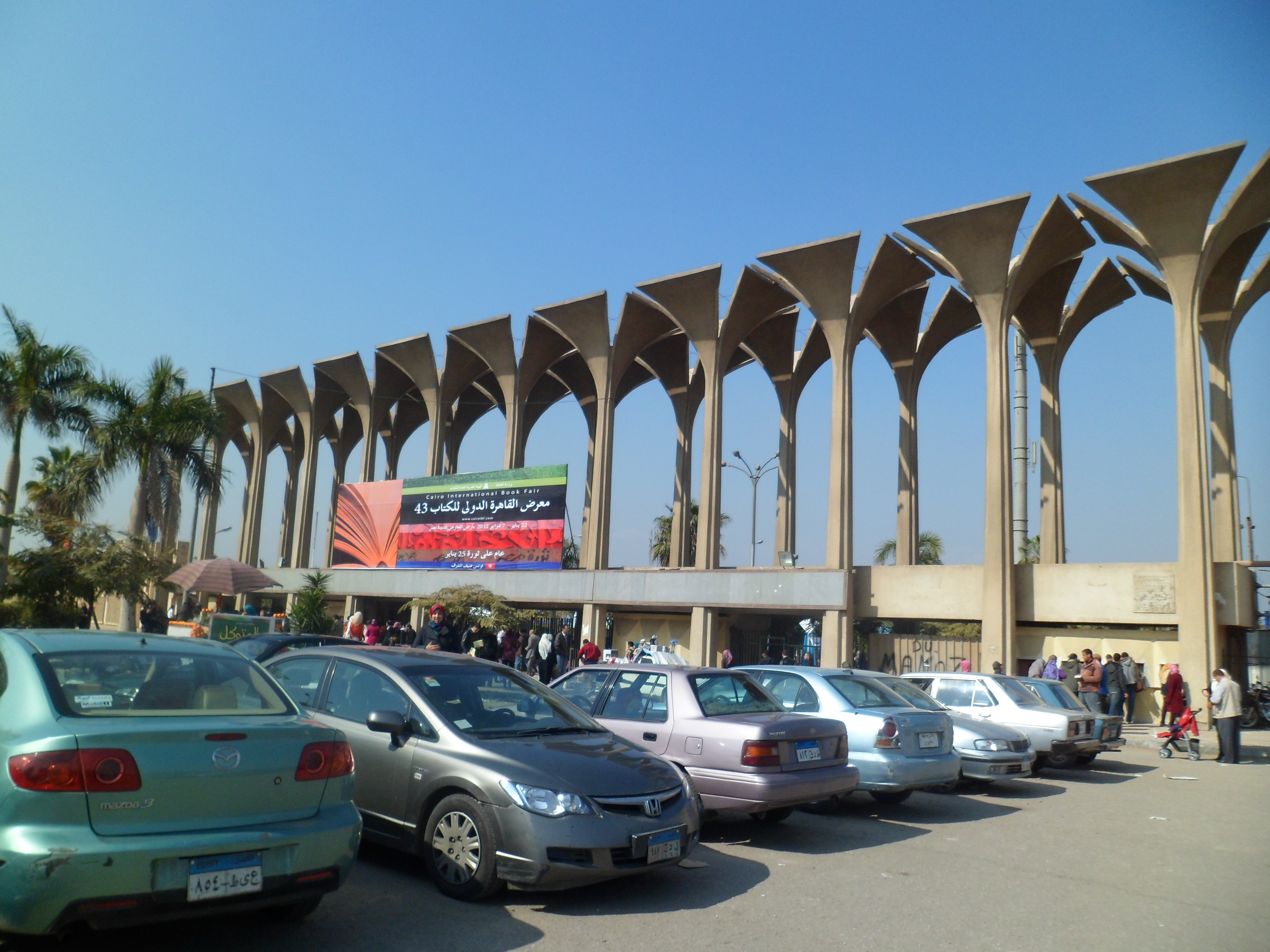
بوابة المعرض الرئيسية عام 2012 في أرض المعارض بمدينة نصر.
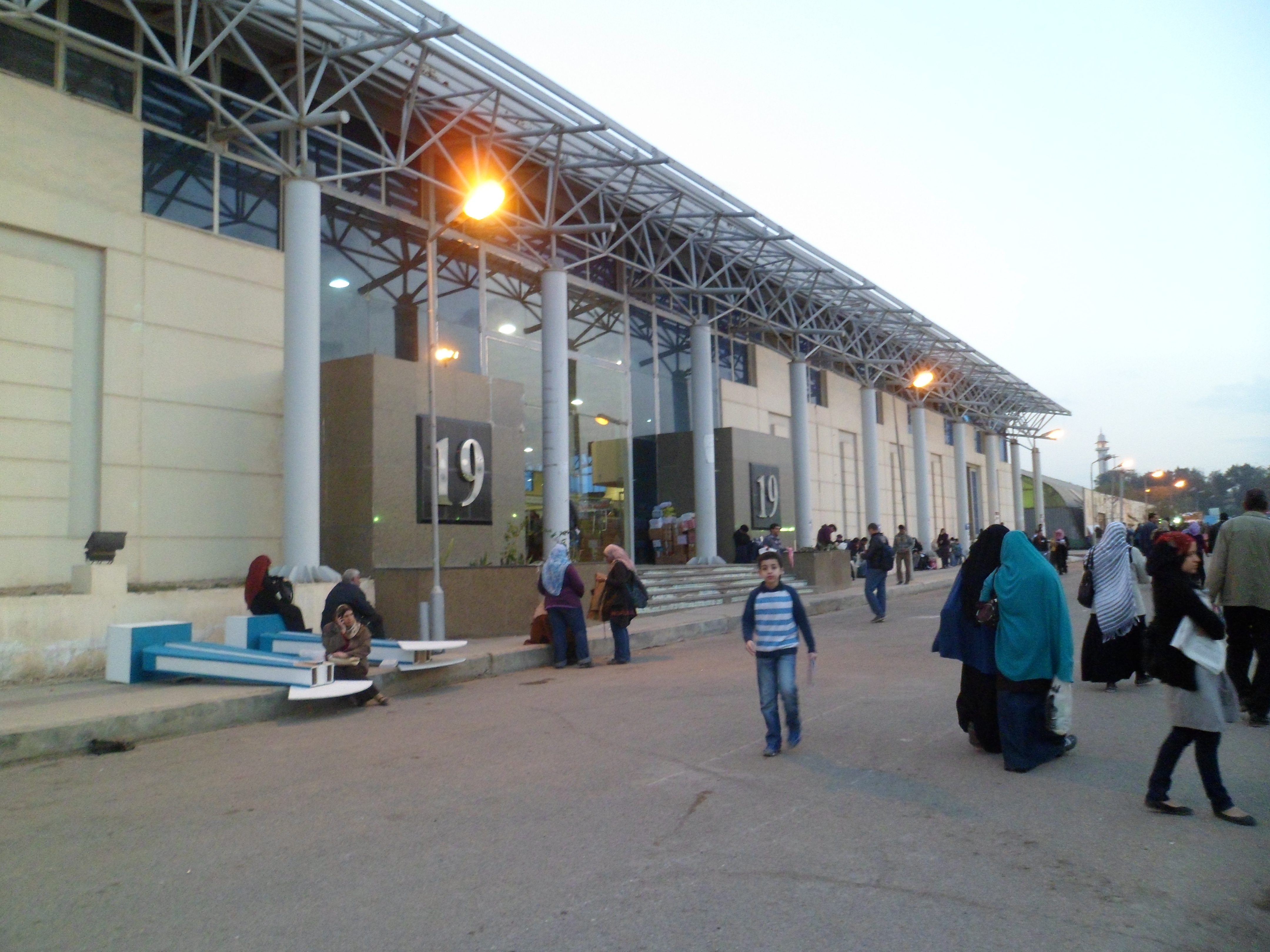
جناح 19 داخل المعرض عام 2012.
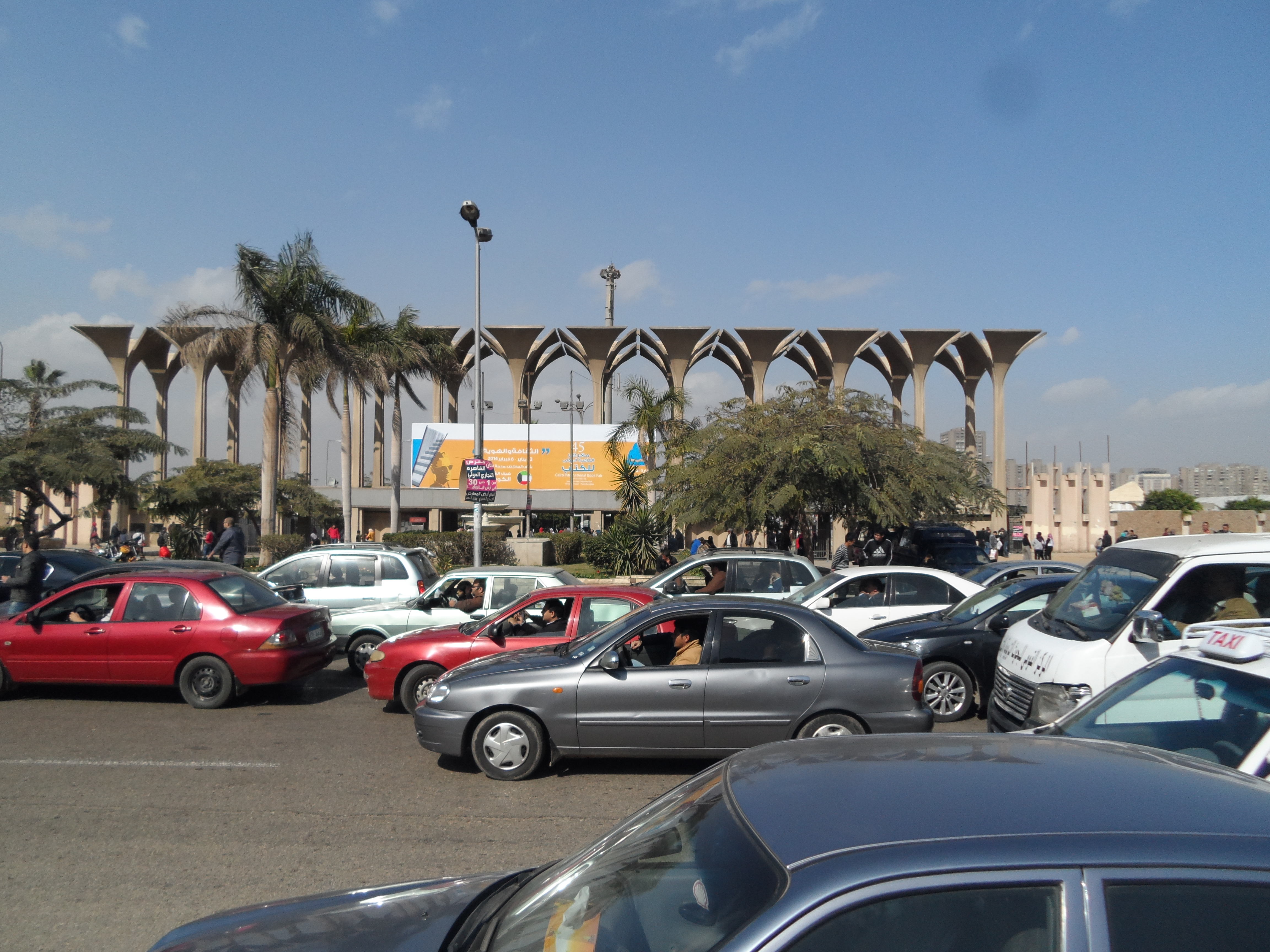
بوابة المعرض الرئيسية عام 2014.